# Donald Whitney
Donald Ransom Whitney (East Cleveland, 27 novembre 1915 – 16 agosto 2007) è stato uno statistico statunitense, meglio conosciuto per il famoso test di statistica di Mann-Whitney.
Egli nacque ad East Cleveland (Ohio) e conseguì un BA all'Oberlin College, un MA in Matematica alla Princeton University, e un PhD in Matematica all'Ohio State University.